# Listen to a Country Song (sång)
"Listen to a Country Song" är en sång skriven av Alan Garth och Jim Messina, vilken ursprungligen spelades in av Loggins and Messina på albumet Sittin' In 1972.
Lynn Anderson spelade också in låten, och släppte den i maj 1972 på singel från albumet med samma namn. Den nådde som högt en fjärdeplats på Billboards Hot Country Singles-lista. Dessutom toppade den RPM:s Country Tracks-lista i Kanada.
Kikki Danielsson tolkade låten 1981 på albumet Just Like a Woman. 

## Listplacering
| Lista (1972)                          | Topplacering |
| ------------------------------------- | ------------ |
| Kanada (RPM Country Tracks)           | 1            |
| USA (Bilboard Hot Country Singles)    | 4            |
| USA (Bilboard bubblare under Hot 100) | 7            |

### Fotnoter
1. ↑  [Listen to a Country Song på Allmusic (engelska) ”Lynn Anderson singles”]. Allmusic. Listen to a Country Song på Allmusic (engelska). Läst 18 mars 2011.
2. ↑  ”RPM Country Singles for August 5, 1972”. RPM. Arkiverad från originalet den 22 oktober 2012. https://web.archive.org/web/20121022003737/http://www.collectionscanada.gc.ca/rpm/028020-119.01-e.php?brws_s=1&file_num=nlc008388.7659&type=1&interval=24&PHPSESSID=pehc3ibi923a948fnakfsbida1. Läst 18 mars 2011.
3. ↑  ”Svensk mediedatabas”. http://smdb.kb.se/catalog/id/001887736. Läst 19 april 2011.